# Hans Matern
Hans Matern (* 5. Juni 1960 in Berlin) ist ein ehemaliger deutscher Radrennfahrer.

## Sportliche Laufbahn
Matern war Straßenradsportler und im Bahnradsport in der DDR aktiv. Er startete für den SC Dynamo Berlin. 1979 fuhr er zum ersten Mal in der DDR-Rundfahrt und wurde noch als Junior 20., 1980 schied er aus. 1981 wurde er 13. der Rundfahrt und Zweiter im Großen Preis von Blankenburg. 1982 siegte er im Rennen Rund um den Scharmützelsee und kam auf den 22. Rang in der DDR-Rundfahrt. 1983 hatte er seinen ersten Einsatz in der Nationalmannschaft der DDR. In der Polen-Rundfahrt belegte er den 6. Platz. Bei Rund um Berlin wurde er Dritter hinter dem Sieger Wolfgang Lötzsch. Dritte Plätze holte er auch in den traditionsreichen Eintagesrennen Berlin–Cottbus–Berlin, Erzgebirgs-Rundfahrt und Tribüne-Bergpreis sowie bei Rund um Berlin 1985. Die DDR-Rundfahrt beendete er als 23.
1984 erreichte er in der DDR-Rundfahrt den 5. Gesamtrang. In der Saison 1985 wurde er erneut Dritter bei Rund um Berlin und im Tribüne-Bergpreis. Die DDR-Rundfahrt sah ihn auf dem 15. Rang, in der Slowakei-Rundfahrt wurde er 16.
1986 startete er in der DDR-Rundfahrt im Team der Nationalmannschaft und wurde 6. des Etappenrennens. In der Slowakei-Rundfahrt kam er auf den 11. Rang der Gesamtwertung. 1987 holte er einen Etappensieg in der DDR-Rundfahrt. Berlin–Cottbus–Berlin beendete er als Dritter. In seiner letzten DDR-Rundfahrt wurde er 20., in der Kuba-Rundfahrt 64.
Auf der Bahn gewann er 1983 die Bronzemedaille bei der nationalen Meisterschaft im Zweier-Mannschaftsfahren mit Ottmar Trittel als Partner.